# Made of Stars
Chansons représentant Israël au Concours Eurovision de la chanson
 Golden Boy
(2015) I Feel Alive
(2017)
Made of Stars (en français « Faits d'étoiles ») est la chanson de Hovi Star qui représente Israël au Concours Eurovision de la chanson 2016 à Stockholm.
Le 12 mai 2016, lors de la 2de demi-finale, elle termine à la 7e place avec 147 points et est qualifiée pour la finale le 14 mai 2016 où elle finit à la 14e place avec 135 points.